# Giacomo Guardi

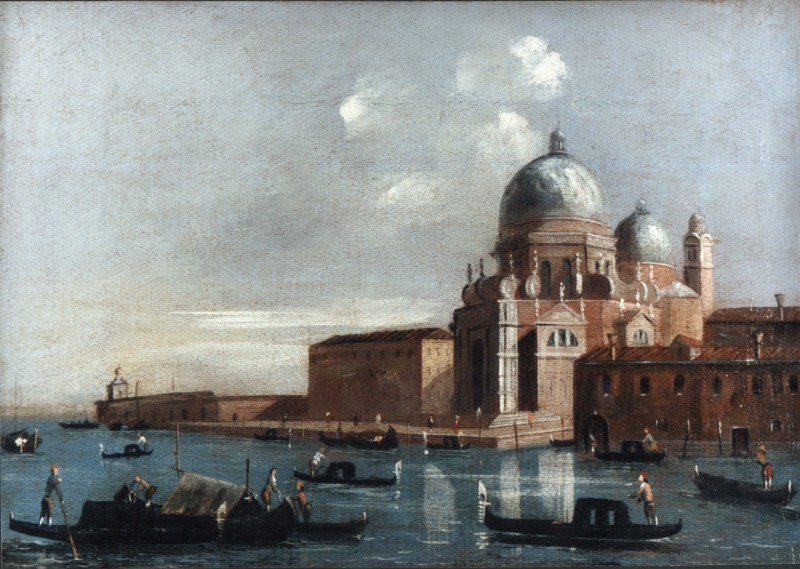
Seguace di Guardi Giacomo, Venezia - Chiesa della Salute con Punta della Dogana (Fondazione Cariplo)

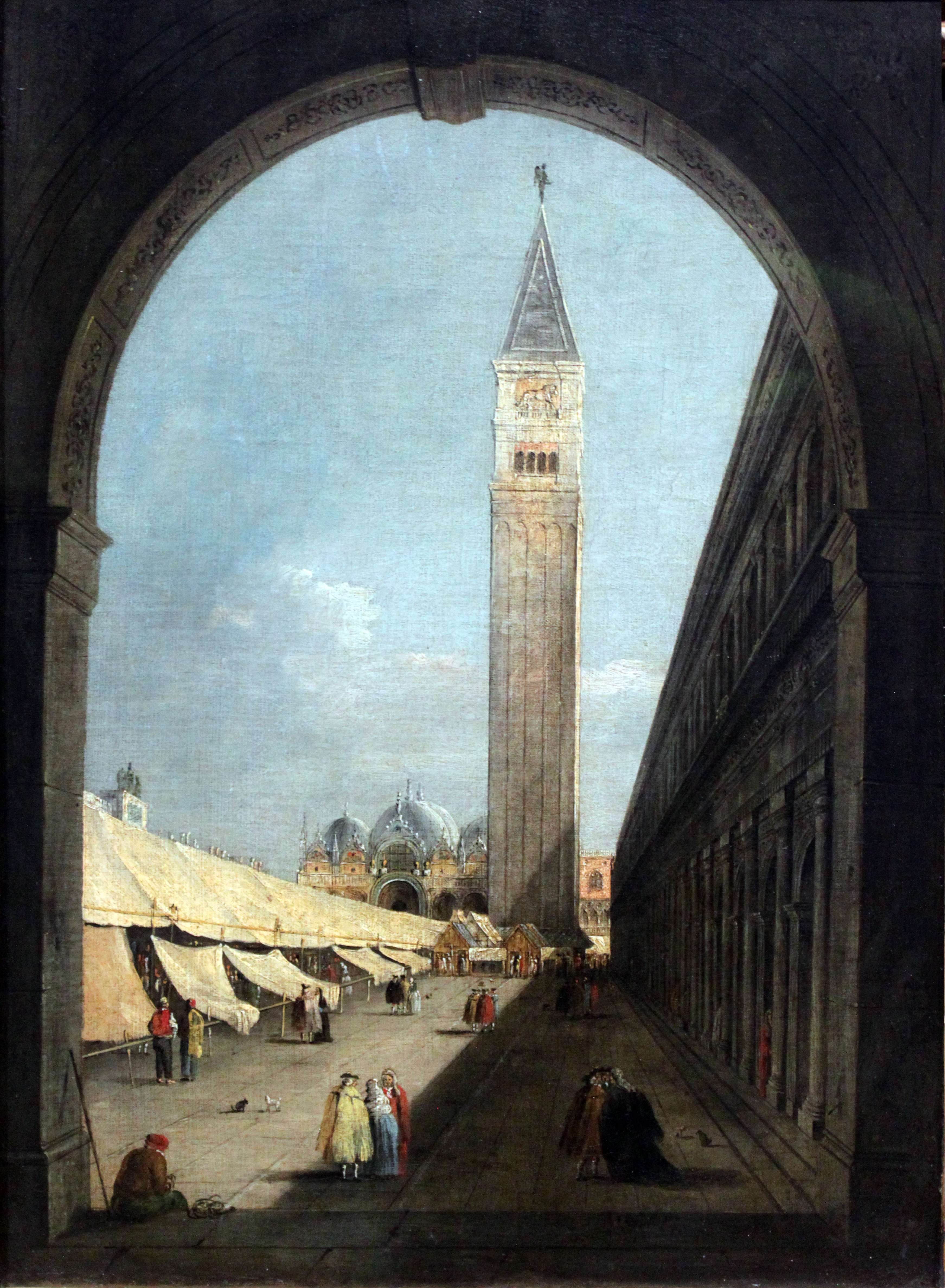
Luogo di San Marco a Venezia, 1795, Städelsches Kunstinstitut

Giacomo Guardi (Venezia, 13 aprile 1764 – Venezia, 3 novembre 1835) è stato un pittore italiano.

## Biografia
Figlio del noto vedutista veneziano Francesco Guardi, si dedicò a proseguire l'attività paterna dipingendo moltissime vedute e capricci, senza però mai raggiungere lo stesso livello di notorietà del celebre genitore. La maggior parte delle sue opere sono piccole vedute che dimostrano una notevole abilità artistica dell'autore, che suscitò infatti grande interesse in epoca successiva. Nel 1829 egli vendette molte delle sue opere e del padre al principe Teodoro Correr. La sua produzione conta numerose composizioni di piccolo formato perché destinate a soddisfare le richieste dei viaggiatori che nel corso del loro Grand Tour desideravano un elegante ricordo della città lagunare.

## Opere principali
- Veduta della Piazza San Marco, 28,3 x 47,8 cm
- Veduta Veneziana con la Chiesa di San Pietro di Castello, 28,3 x 47,8 cm
- Arco in Rovina e Casolari in Riva alla Laguna, 14,3 x 23 cm
- Capriccio veneziano, 44 x 34 cm
- San Giorgio Maggiore, 30 x 40 cm

Molte sue opere sono ora conservate in vari musei e collezioni dell'Europa e del mondo.